# فولفغانغ يانسن
فولفغانغ يانسن (بالألمانية: Wolfgang Jansen)‏ (و. 1938 – 1988 م) هو ممثل مسرحي، وممثل أفلام ألماني، ولد في غدانسك، توفي في هامبورغ، عن عمر يناهز 50 عاماً.

## وصلات خارجية
- فولفغانغ يانسن على موقع IMDb (الإنجليزية)
- فولفغانغ يانسن على موقع ألو سيني (الفرنسية)
- فولفغانغ يانسن على موقع أول موفي (الإنجليزية)
- فولفغانغ يانسن على موقع قاعدة بيانات الأفلام السويدية (السويدية)
- فولفغانغ يانسن على موقع قاعدة بيانات الفيلم (الإنجليزية)
- فولفغانغ يانسن على موقع كينوبويسك (الروسية)